# Serre Road Cemetery No.2
Serre Road Cemetery No.2 is een Britse militaire begraafplaats met gesneuvelden uit de Eerste Wereldoorlog, gelegen op de grens van de Franse gemeenten Hébuterne in het departement Pas-de-Calais en Beaumont-Hamel in het departement Somme. De begraafplaats werd ontworpen door Edwin Lutyens en wordt onderhouden door de Commonwealth War Graves Commission. Ze ligt aan de Rue de Mailly Maillet, een kilometer ten noorden van het dorpscentrum van Beaumont-Hamel en zo'n anderhalve kilometer ten westen van het gehucht Serre-lès-Puisieux. Het terrein volgt een lichte helling en heeft een nagenoeg rechthoekig grondplan met een oppervlakte van ruim 2,5 ha. De begraafplaats wordt omgeven door een natuurstenen muur. De toegang bestaat uit een monumentaal poortgebouw met een open boogvormige doorgang geflankeerd door nissen met zuilen en wordt afgedekt door een tentdak. Bijna centraal op de begraafplaats staat de Stone of Remembrance en achteraan in een ruime stenen apsis staat het Cross of Sacrifice. Aan weerszijden ervan staat een schuilgebouw met een boogvormige opening gesteund door vier paar zuilen en afgedekt met een zadeldak.
Er rusten 7.127 gesneuvelden, waarvan er 4.944 niet geïdentificeerd konden worden.  
Een paar honderd meter in noordoostelijke richting langs de weg naar Serre bevinden zich de Serre Road Cemetery No.1 en de Nécropole nationale de Serre-Hébuterne.

## Geschiedenis
In juni 1916 liep de Serre Road van Mailly-Maillet in Brits gebied richting Serre, om zo'n kilometer voor Serre het niemandsland te bereiken. Het gehucht Serre lag ten oosten van de weg en was in Duitse handen, het gebied ten westen was in Britse handen.
In juli 1916 werden tijdens de Slag aan de Somme ten noorden en zuiden van de weg door de 31st en 4th Divisions aanvallen uitgevoerd maar zonder succes. Begin 1917 trokken de Duitsers zich terug achter de Hindenburglinie en op 25 februari werd Serre bezet door het 22nd Bn Manchester Regiment. Het dorp werd in maart 1918 opnieuw door de Duitsers veroverd en bezet totdat ze zich in augustus terugtrokken.
In het voorjaar van 1917 werden de slagvelden aan de Somme en de Ancre ontruimd door het V Corps en werden een aantal nieuwe begraafplaatsen aangelegd, waarvan er drie nu worden genoemd als Serre Road. De begraafplaats werd in mei 1917 opgestart en bevatte tegen het einde van de oorlog ongeveer 475 graven maar werd na de wapenstilstand sterk uitgebreid door de toevoeging van graven uit de omgeving en enkele kleinere ontruimde begraafplaatsen zoals: Baizieux Communal Cemetery in Baizieux, Boismont Churchyard in Boismont, Bucquoy Communal Cemetery in Bucquoy, Ercheu Churchyard in Ercheu, Frettecuisse Churchyard in Frettecuisse, Hervilly Churchyard in Hervilly, Holnon Communal Cemetery in Holnon, Laboissiere Churchyard in Laboissière-en-Santerre, Le Sars German Cemetery in Le Sars, Madame Military Cemetery in Cléry-sur-Somme, Meaulte Churchyard in Méaulte, Pozieres Communal Cemetery in Pozières, Remiencourt Communal Cemetery in Remiencourt, Somme American Cemetery in Bony, Voyennes Churchyard in Voyennes en Ytres Churchyard in Ytres.
Onder de geïdentificeerde doden liggen er 1.685 Britten, 329 Australiërs, 115 Canadezen, 44 Nieuw-Zeelanders, 10 Zuid-Afrikanen en 1 Duitser. Enkele grafzerken dragen de toegevoegde tekst: Believed to be omdat men aanneemt dat het genoemde slachtoffer hier begraven ligt. 
De begraafplaats werd pas afgewerkt in 1934.

## Graven

### Onderscheiden militairen
- de kapiteins Robert Bruce Singlehurst, Douglas S. Dalrymple-Clark, James Murray Round, William Walter Busby en George Henry Neville en de onderluitenants Charles F. Yeadon en Thomas Eric Graham werden onderscheiden met het Military Cross (MC).
- onderluitenant William H. Stone, regiment sergeant-majoor Peter Emsley, compagnie sergeant-majoor Gordon Lund, compagnie kwartiermeester-sergeant George C. Simpson, sergeanten Bernard R. Sheil, William F. Ward en William Thompson en soldaat Reginald L. Prince werden onderscheiden met de Distinguished Conduct Medal (DCM).
- er liggen nog 27 militairen die werden onderscheiden met de Military Medal (MM).

### Minderjarige militairen
- de soldaten Arthur MacDonald Purkiss en Ernest Reeve waren slechts 16 jaar toen ze sneuvelden.
- de soldaten Arthur P. Stinchcombe, John White, Thomas Lyons, James S. Crossley en Albert Wilson waren 17 jaar toen ze sneuvelden.

### Aliassen
Negen militairen dienden onder een alias:
- de soldaten James Roy Boyd als J. Roberts, Leslie Joseph Collins als L.J. Rogers en Joseph William Hamilton als J.W. Buddsworth bij de Australian Infantry, A.I.F..
- soldaat P.A. Patterson als A. Hill bij de Canadian Infantry.
- soldaat James Gambling als J. Lampard bij het Wellington Regiment, N.Z.E.F..
- soldaat Pasquale Volpe als Alexander Pattarson bij het 5th Canadian Mounted Rifles Battalion.
- soldaat Hector Sutherland als H. McDonald bij het Machine Gun Corps (Infantry).
- soldaat Edmund Petrzywalski als E. Peters bij het Royal Canadian Regiment.
- soldaat Christian Arthur V. Graysmith als C.A.V. Smith bij het Manchester Regiment.

## Herdenkingskruis
Net buiten de begraafplaats, links van de toegang staat een herdenkingskruis ter nagedachtenis aan Valentine Ashworth Braithwaite, luitenant bij de Somerset Light Infantry. Hij sneuvelde op 1 juli 1916 maar zijn lichaam werd nooit teruggevonden en hij wordt herdacht op het Thiepval Memorial. Hij werd onderscheiden met het Military Cross (MC).